# سیرکس
سیرکس (انگلیسی: Circus) شرکت بازی ویدئویی ژاپنی است، که در سال ۲۰۰۰ تأسیس شد.

## برندها
- فتیش سیرک
- سیرک شمالی
- فراجایل
- استلا
- جایگاه مقدس

## برندهای سابق
- جوکر
- کلوپ خدمتکاران (در سال 2007 تعطیل شد)
- کی-تن
- سیرک متال